# Koloman (Ungarn)

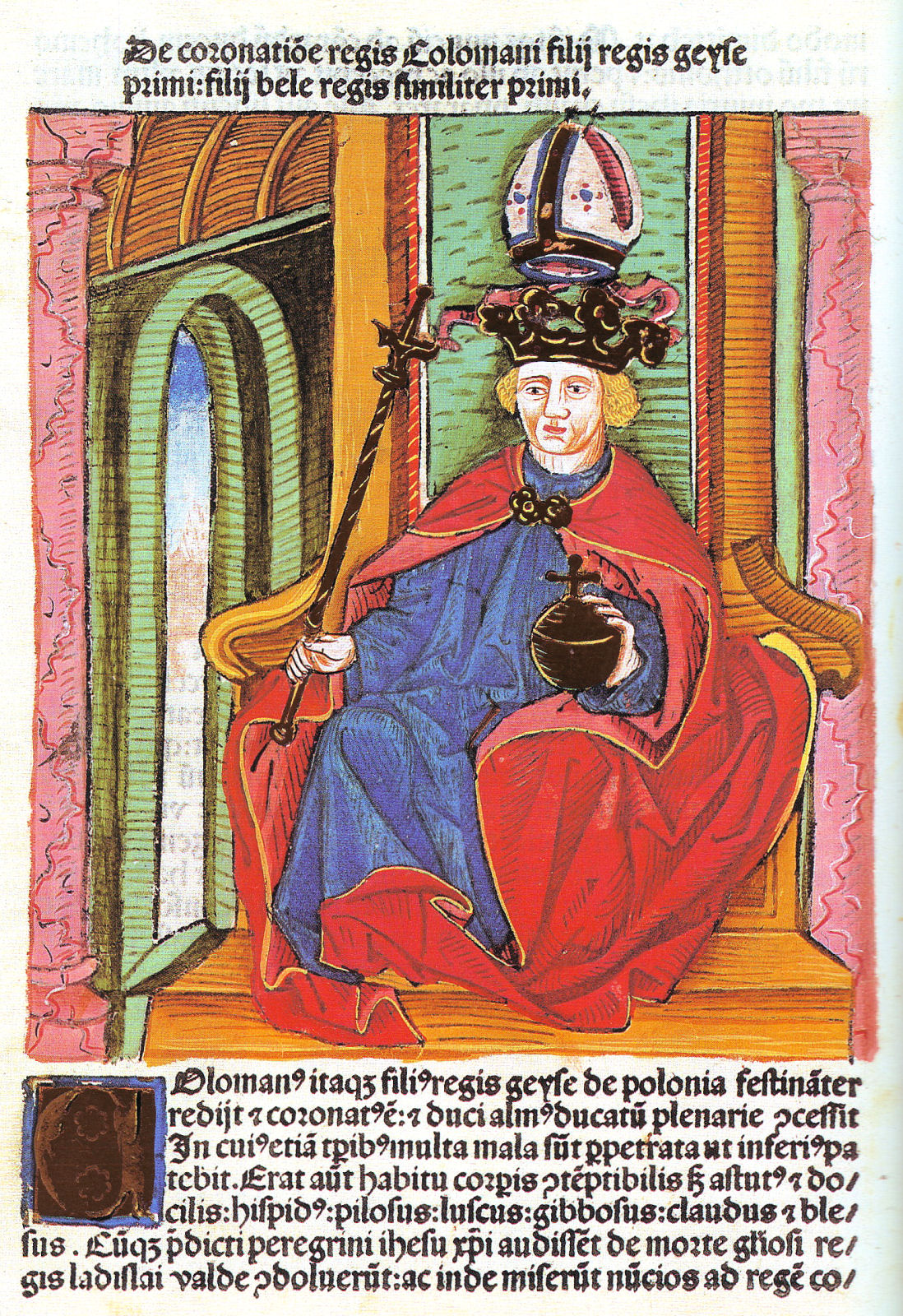
Koloman (Darstellung in der Ungarischen Bilderchronik von Johannes de Thurocz (ungarisch: János Thurócz) aus dem Jahr 1488)

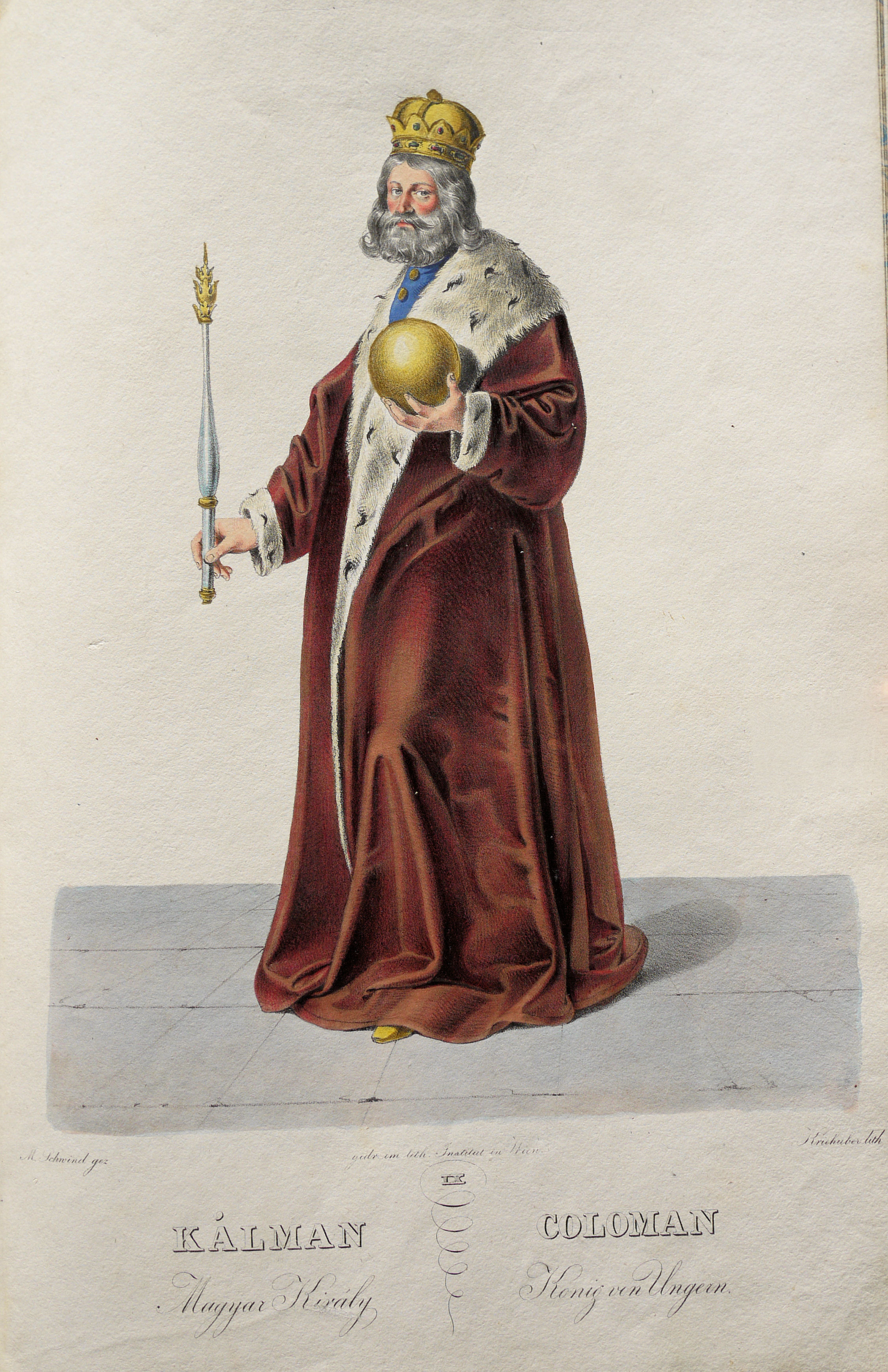
Koloman (Lithographie von Josef Kriehuber nach einer Zeichnung von Moritz von Schwind, ca. 1828)

Koloman, genannt der Buchkundige, (* um 1065; † 3. Februar 1116, ung. Könyves Kálmán) aus dem Geschlecht der Árpáden war ab 1095 König von Ungarn und ab 1102 König von Kroatien und Dalmatien. Er war der älteste Sohn von Géza I. dem Großen, König von Ungarn von 1074 bis 1077 und dessen erster Gemahlin 
Sophie († 1065), einer Tochter des Grafen Emmo von Looz.

## Leben
Koloman erhielt den für Ungarn und insbesondere für einen ungarischen Prinzen völlig ungewohnten Vornamen Koloman und war später der einzige Herrscher dieses Namens, der auf den irländischen Pilger  Koloman  zurückgeht, der am 17. Juli 1012 in Stockerau in der damaligen Markgrafschaft Österreich als vermeintlicher ungarischer Spion getötet wurde, jedoch durch Wunder an seinem Grab als Märtyrer anerkannt und bald darauf als Heiliger verehrt wurde.
Ungewöhnlich war auch, dass er als ältester Sohn und Erbe für einen  geistlichen Beruf bestimmt war. Dies könnte mit der religiösen Einstellung der Arpaden in Zusammenhang stehen, da er ein Neffe von Ladislaus I. dem Heiligen war,  der von 1077 bis 1095 als König von Ungarn regierte und ein Cousin der heiligen Piroska von Ungarn (in Byzanz Eirene genannt) († 1134), die durch ihre Ehe mit  Johannes II.  Komnenos († 1143) zur  Kaiserin von Byzanz wurde.
Der tatsächliche Grund dürfte jedoch ein anderer gewesen sein, nämlich die Tatsache, dass sein Vater König Géza I. um 1065 in zweiter Ehe eine Nichte des byzantinischen Kaisers Nikephoros III. Botaneiates geheiratet hatte, wodurch später der ältere Sohn Koloman der bloß gräflichen Mutter als Thronfolger durch seinen jüngeren Halbbruder Álmos ersetzt wurde, dessen Mutter eine Verwandte des byzantinischen Kaiserhauses war.
Koloman war zunächst Bischof von Großwardein. Um 1091 floh er nach Polen, weil sein Halbbruder Álmos von seinem Onkel Ladislaus I. als König von Dalmatien und Kroatien eingesetzt worden war. Dies hatte Ladislaus in Konflikt mit Papst Urban II. gebracht, der diese Gebiete als päpstliches Lehen ansah. Ladislaus überredete Koloman jedoch zur Rückkehr nach Ungarn, wo er nach Ladislaus’ Tod 1095 gemäß dem Senioratsprinzip die Thronfolge antrat.

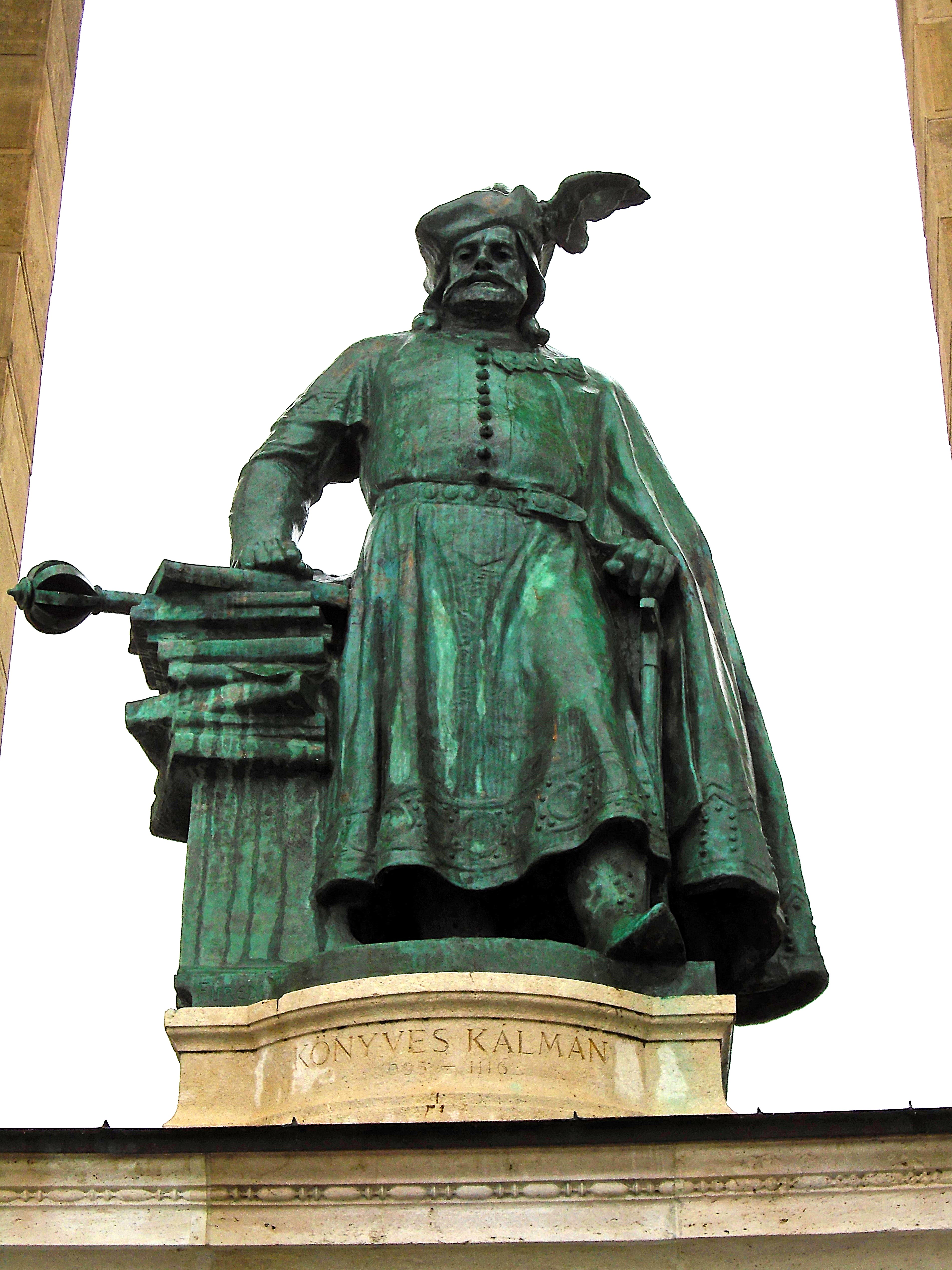
Koloman-Statue auf dem Heldenplatz in Budapest

Koloman entthronte Álmos umgehend, wies ihm aber ein Herzogtum in Ungarn zu. Dies verbesserte das Verhältnis zum Papst und führte mittelfristig zur direkten Dominanz des ungarischen Königs in Personalunion über Dalmatien, Kroatien und Bosnien, die 1106 in der Huldigung der dalmatischen Städte ihren Ausdruck fand. Álmos entwickelte sich allerdings zum Führer einer innerungarischen Opposition, bis Koloman ihn und seinen Sohn, den späteren König Béla II., 1113 blenden ließ, worauf sie nach Konstantinopel flohen. 1096 gelang es Koloman, dem Heiligen Stuhl zumindest indirekt den Zugriff auf das Königreich Ungarn zu entziehen, das Stephan I. dem Papst als Lehen übergeben hatte: Nach Kolomans Interpretation hatte es sich dabei lediglich um die Anvertrauung des Schutzes Mariä, der Mutter Jesu gehandelt.
1099 wurde das ungarische Heer unter Koloman von den Kumanen vernichtend geschlagen.

## Ehe und Nachkommen
Aus der ersten Ehe mit Felizia von Sizilien hatte er vier Kinder:
- Sophie, ⚭ Saul, Gespan von Bihar
- Stephan II., König von Ungarn (* 1106; † 1131)
- Ladislaus (* 1101; † 1112)
- eine Tochter; ⚭ um 1117 Wladimirko Wolodarowitsch, Fürst von Halicz (Rurikiden) († 1153)[5]

Aus der zweiten Ehe mit Euphemia von Kiew hatte er einen Sohn:
- Boris Konrad (ca. 1131), Prätendent von Byzanz; dessen Sohn Koloman begründete die Dynastie der Kolomannoi in Byzanz.